# British Independent Film Awards 2008
La cerimonia di premiazione dell'11ª edizione dei British Independent Film Awards si è svolta il 30 novembre 2008 all'Old Billingsgate Market, Londra, ed è stata presentata dall'attore James Nesbitt.
In questa edizione due i film che hanno ottenuto sette candidature: Hunger di Steve McQueen e In Bruges - La coscienza dell'assassino di Martin McDonagh. Due anche i film che hanno ottenuto il maggior numero di premi: oltre a Hunger, si è aggiudicato tre riconoscimenti anche The Millionaire di Danny Boyle, trionfatore sia come miglior film che come miglior regia.

## Vincitori e candidati
I vincitori sono indicati in grassetto.

### Miglior film indipendente britannico
- The Millionaire (Slumdog Millionaire), regia di Danny Boyle
- Hunger, regia di Steve McQueen
- In Bruges - La coscienza dell'assassino (In Bruges), regia di Martin McDonagh
- Man on Wire, regia di James Marsh
- Somers Town, regia di Shane Meadows

### Miglior regista
- Danny Boyle - The Millionaire (Slumdog Millionaire)
- Steve McQueen - Hunger
- Shane Meadows - Somers Town
- Garth Jennings - Son of Rambow - Il figlio di Rambo (Son of Rambow)
- Mark Herman - Il bambino con il pigiama a righe (The Boy in the Striped Pyjamas)

### Premio Douglas Hickox al miglior regista esordiente
- Steve McQueen - Hunger
- James Watkins - Eden Lake
- Martin McDonagh - In Bruges - La coscienza dell'assassino (In Bruges)
- Eran Creevy - Shifty
- Rupert Wyatt - Prison Escape (The Escapist)

### Miglior sceneggiatura
- Martin McDonagh - In Bruges - La coscienza dell'assassino (In Bruges)
- Steve McQueen e Enda Walsh - Hunger
- Simon Beaufoy -  The Millionaire (Slumdog Millionaire)
- Paul Fraser - Somers Town
- Garth Jennings - Son of Rambow - Il figlio di Rambo (Son of Rambow)

### Miglior attrice
- Vera Farmiga - Il bambino con il pigiama a righe (The Boy in the Striped Pyjamas)
- Kelly Reilly - Eden Lake
- Sally Hawkins - La felicità porta fortuna - Happy Go Lucky (Happy-Go-Lucky)
- Samantha Morton - Daisy vuole solo giocare (The Daisy Chain)
- Keira Knightley - La duchessa (The Duchess)

### Miglior attore
- Michael Fassbender - Hunger
- Brendan Gleeson - In Bruges - La coscienza dell'assassino (In Bruges)
- Colin Farrell - In Bruges - La coscienza dell'assassino (In Bruges)
- Riz Ahmed - Shifty
- Thomas Turgoose - Somers Town

### Miglior attrice non protagonista
- Alexis Zegerman - La felicità porta fortuna - Happy Go Lucky (Happy-Go-Lucky)
- Emma Thompson - Ritorno a Brideshead (Brideshead Revisted)
- Kristin Scott Thomas - Un matrimonio all'inglese (Easy Virtue)
- Hayley Atwell - La duchessa (The Duchess)
- Sienna Miller - The Edge of Love

### Miglior attore non protagonista
- Eddie Marsan - La felicità porta fortuna - Happy Go Lucky (Happy-Go-Lucky)
- Liam Cunningham - Hunger
- Ralph Fiennes - In Bruges - La coscienza dell'assassino (In Bruges)
- Daniel Mays - Shifty
- Ralph Fiennes - La duchessa (The Duchess)

### Miglior esordiente
- Dev Patel - The Millionaire (Slumdog Millionaire)
- Ayush Mahesh Khedekar - The Millionaire (Slumdog Millionaire)
- Bill Milner - Son of Rambow - Il figlio di Rambo (Son of Rambow)
- Will Poulter - Son of Rambow - Il figlio di Rambo (Son of Rambow)
- Asa Butterfield - Il bambino con il pigiama a righe (The Boy in the Striped Pyjamas)

### Miglior produzione
- Prison Escape (The Escapist), regia di Rupert Wyatt
- Hush, regia di Mark Tonderai
- Shifty, regia di Eran Creevy
- Telstar, regia di Nick Moran
- The Daisy Chain, regia di Aisling Walsh

### Premio Raindance
- Zebra Crossings, regia di Sam Holland
- Clubbed, regia di Neil Thompson
- Flick, regia di David Howard
- One Day Removals, regia di Mark Stirton

### Miglior contributo tecnico
- Sean Bobbitt - Hunger
- Jon Gregory - In Bruges - La coscienza dell'assassino (In Bruges)
- Harry Escott e Molly Nyman - Shifty
- Anthony Dod Mantle - The Millionaire (Slumdog Millionaire)
- Michael O'Connor - La duchessa (The Duchess)

### Miglior documentario britannico
- Man on Wire - Un uomo tra le Torri (Man on Wire), regia di James Marsh
- A Complete History of My Sexual Failures, regia di Chris Waitt
- Derek, regia di Isaac Julien
- Of Time and the City, regia di Terence Davies
- Three Miles North of Molkom, regia di Robert Cannan e Corinna McFarlane

### Miglior cortometraggio britannico
- Soft, regia di Simon Ellis
- Alex and Her Arse Truck, regia di Sean Conway
- Gone Fishing, regia di Chris Jones
- Love Does Grow on Trees, regia di Bevan Walsh
- Red Sands, regia di David Procter

### Miglior film indipendente straniero
- Valzer con Bashir (Waltz with Bashir), regia di Ari Folman
- Gomorra, regia di Matteo Garrone
- Ti amerò sempre (Il y a longtemps que je t'aime), regia di Philippe Claudel
- Persepolis, regia di Vincent Paronnaud e Marjane Satrapi
- Lo scafandro e la farfalla (Le scaphandre et le papillon), regia di Julian Schnabel

### Premio Richard Harris
- David Thewlis

### Premio Variety
- Michael Sheen

### Premio speciale della giuria
- Joe Dunton